# Discotrichoconcha
Discotrichoconcha is een geslacht van weekdieren uit de klasse van de Gastropoda (slakken). 

## Soort
- Discotrichoconcha cornea Powell, 1951